# 클루니 맥퍼슨

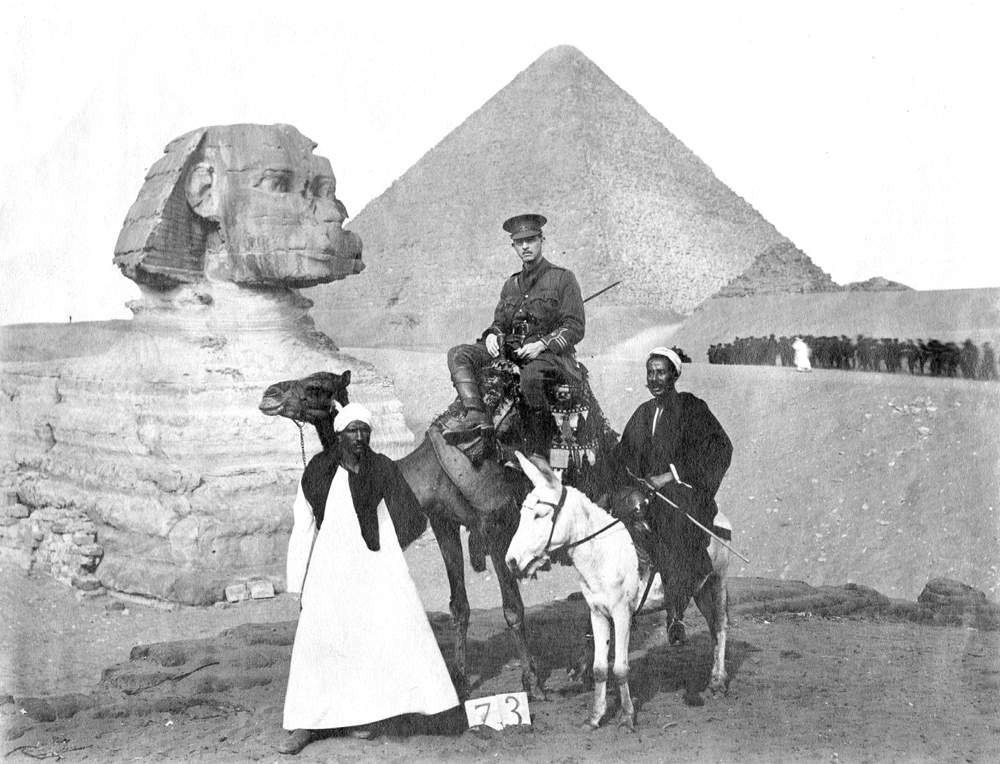

클루니 맥퍼슨(영어: Cluny Macpherson, 1879년 3월 18일 - 1966년 11월 16일)는 캐나다의 의사로, 제1차 세계대전 시기 세계 최초로 방독면 (개스 마스크, gas mask)를 발명하였다. 제1차 세계대전이 끝난 이후, 그는 세인트 존스 치료 협회(St. John's Clinical Society)와 뉴파운랜드 의학협회(Newfoundland Medical Association)의 회장을 지냈다.